# David Wallace
Pour les articles homonymes, voir Wallace.
Pas d'image ? Cliquez ici

a Compétitions nationales et continentales officielles uniquement.

b Matchs officiels uniquement.
Dernière mise à jour le 2 juin 2020.
David Peter Wallace est né le 8 juillet 1976 à Limerick (Irlande). C’est un joueur de rugby à XV, qui joue avec l'équipe d'Irlande depuis 2000, évoluant au poste de troisième ligne aile. Il joue actuellement avec la province de Munster.

## Carrière

### En club
- Depuis 1998 : Munster  Irlande (Ligue Celte)

Il joue actuellement avec la province de Munster en Coupe d'Europe et en Celtic league. Il a participé à 54 matchs de coupe d'Europe de rugby de 1998 à 2007 (40 points, 8 essais). En mai 2010, il figure sur la « Dream Team » européenne de l'European Rugby Cup (ERC), à savoir la meilleure équipe-type des compétitions des clubs européens au cours des 15 dernières années. 

### En équipe nationale
Il a eu sa première cape internationale le 3 juin 2000 avec l'équipe d'Irlande contre l'équipe d'Argentine. Il a participé à la tournée des Lions en 2001 sans disputer de test match. Ses frères Paul et Richard sont tous d'anciens internationaux irlandais et des touristes avec les Lions.
Le 19 mars 2011, il remporte avec l'équipe d'Irlande la dernière rencontre du tournoi des six nations 2011 face à l'Angleterre. Ce succès, de très belle facture, net (24-8) et engagé permet aux Irlandais de finir 3e du tournoi.

### Fin de carrière
Le troisième aile irlandais s’était blessé au genou lors d’un match contre l’Angleterre en août 2011, juste avant la Coupe du monde. Une blessure qui l’avait contraint à manquer la Coupe du monde en Nouvelle-Zélande et écarté de la sélection pour le dernier Tournoi des 6 Nations 2012.
Il met fin a sa carrière le 3 mai 2012.

## Palmarès

### En club
- Champion de la Coupe d'Europe : 2005-2006 et 2007-2008

### En équipe nationale
- 66 sélections
- 60 points
- 12 essais
- Sélections par année : 2 en 2000, 7 en 2001, 5 en 2002, 4 en 2003, 3 en 2004, 1 en 2005, 9 en 2006, 10 en 2007
- Tournois des Six Nations disputés: 2001, 2002, 2004, 2006, 2007

- - Triple couronne : 2004, 2006, 2007
- Participations à la Coupe du monde : 2007 (4 matchs, 4 comme titulaire)